# Instituto Nacional de Cine y Artes Audiovisuales
Pour les articles homonymes, voir INCAA.
 (mars 2020).
Si vous disposez d'ouvrages ou d'articles de référence ou si vous connaissez des sites web de qualité traitant du thème abordé ici, merci de compléter l'article en donnant les références utiles à sa vérifiabilité et en les liant à la section « Notes et références ».
L'Instituto Nacional de Cine y Artes Audiovisuales (INCAA), en français : Institut national du cinéma et des arts audiovisuels, est une agence étatique argentine, qui finance le cinéma argentin et qui possède également un système d’évaluation pour le cinéma et les arts audiovisuels.

## Historique
Un sévère plan d'austérité est décidé en 2024 par le gouvernement de Javier Milei : licenciements massifs de personnels, fermeture des plateformes numériques qui permettent l'accès aux contenus audiovisuels nationaux, privatisation de l'Enerc (l'Ecole nationale d'expérimentation et de production cinématographique) et les festivals de Mar del Plata et Ventana Sur. L'institut perd près de 300 postes sur les 720 qu'il comptait.

## Classification
| Icône | Age | Description                                                                                               |
| ----- | --- | --- |
|       | ATP | Tous publics                                                                                              |
|       | +13 | Convient aux 13 ans et plus. Les enfants de moins de 13 ans sont admis s'ils sont accompagnés d'un adulte |
|       | +16 | Convient aux 13 ans et plus. Les enfants de moins de 16 ans sont admis s'ils sont accompagnés d'un adulte |
|       | +18 | Convient aux 18 ans et plus                                                                               |
|       | C   | Convient aux 18 ans et plus. Limité aux lieux spécialement autorisés                                      |